# Seznam slovenských hráčů v NHL v sezóně 1991/1992
Seznam slovenských hráčů v NHL v sezóně 1991/1992 uvádí slovenské hokejisty, kteří v této sezóně hráli za některý tým v kanadsko-americké NHL.

| Tým                 | Věk | Hráč          | Post | Počet zápasů ZČ | Branky ZČ | Asistence ZČ | Body ZČ | Počet zápasů v play off | Branky v play off | Asistence v play off | Body v play off |
| ------------------- | --- | ------------- | ---- | --------------- | --------- | ------------ | ------- | ----------------------- | ----------------- | -------------------- | --------------- |
| New Jersey Devils   | 35  | Peter Šťastný | F    | 66              | 24        | 38           | 62      | 7                       | 3                 | 7                    | 10              |
| Washington Capitals | 23  | Peter Bondra  | F    | 71              | 28        | 28           | 56      | 7                       | 6                 | 2                    | 8               |
| New Jersey Devils   | 22  | Zdeno Cíger   | F    | 20              | 6         | 5            | 11      | 7                       | 2                 | 4                    | 6               |
| Boston Bruins       | 19  | Jozef Stümpel | F    | 4               | 1         | 0            | 1       | Ne                      |                   |                      |                 |
| Hartford Whalers    | 26  | Jerguš Bača   | D    | 1               | 0         | 0            | 0       | Ne                      |                   |                      |                 |

- F = Útočník
- D = Obránce